# Salzkottener Maschinenbau

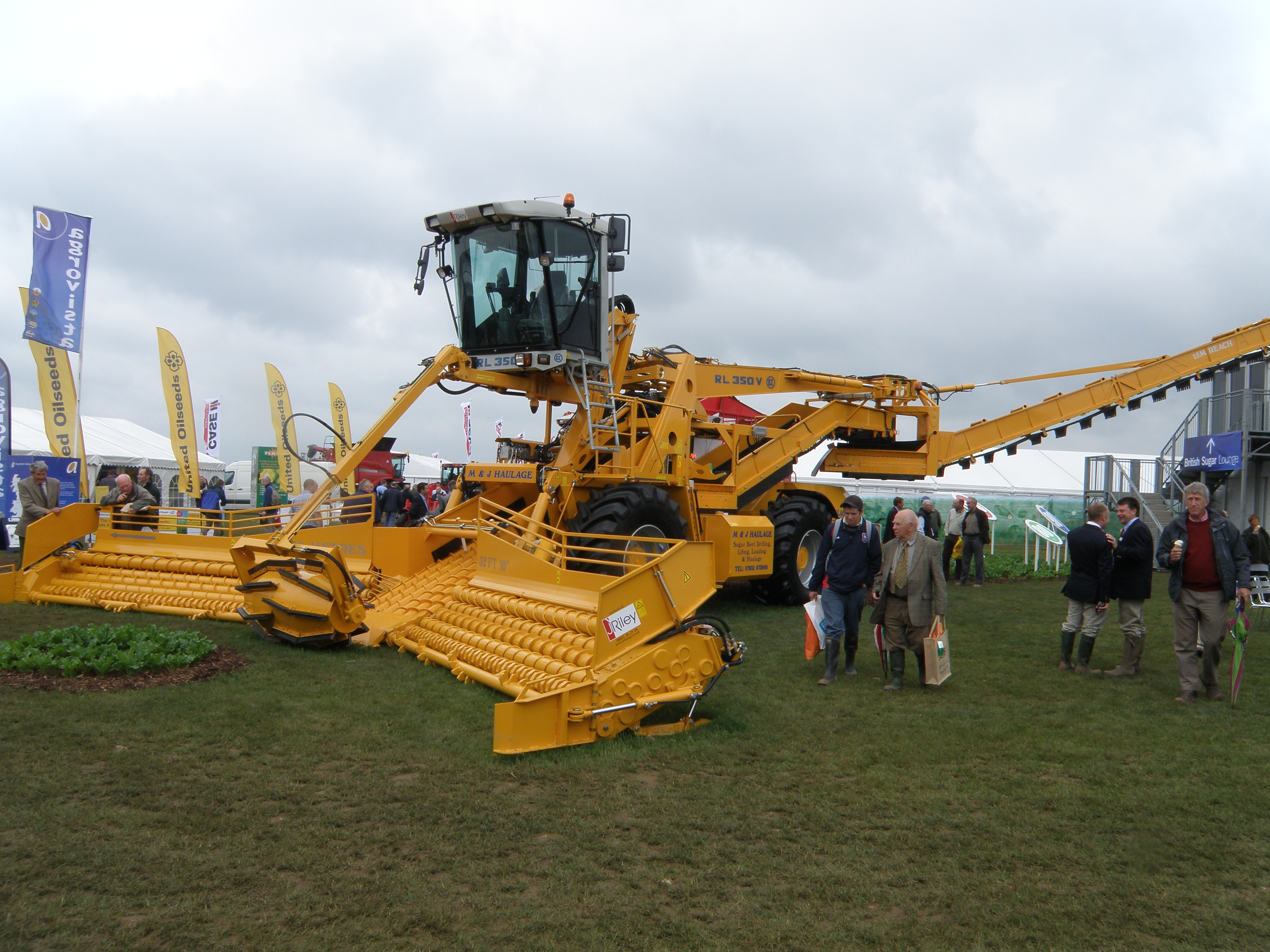
Präsentation der Reinigungs- und Verlademaschine „RL 350 V“ bei der Cereals 2010 in Cambridgeshire

Die Salzkottener Maschinenbau GmbH mit Sitz in Salzkotten in Nordrhein-Westfalen war ein Unternehmen der Grimme-Gruppe. Mit dem Markennamen Kleine war es auf die Herstellung von selbstfahrenden Erntemaschinen und Technik rund um den Anbau und die Ernte von Zuckerrüben spezialisiert. Die Produkte wurden international vertrieben.

## Geschichte
1874 begann das Unternehmen mit dem Verkauf von landwirtschaftlichen Geräten und Maschinen. 1904 übernahm Franz Kleine, der Sohn des Gründers, als 26-Jähriger den Betrieb. In diesen Jahren wurde die Technisierung der Landwirtschaft eingeleitet. Es entstanden Filialen mit Werkstätten und Ersatzteillagern in Westfalen und Nordhessen.
Zuvor wurden, besonders in den arbeitsschwachen Wintermonaten, neben der Reparatur von Landmaschinen auch Eisenkonstruktionen, Brücken, Stauwehre, Walzen, Eggen und Häckselmaschinen hergestellt. Eine selbständige Maschinenfabrik entstand 1947/48 mit dem Bau einer Fertigungshalle. Ab diesem Zeitpunkt wurde unter Leitung von Ernst Kleine, der 1931 in das Unternehmen eingetreten war, die Fabrikation von Vielfachgeräten, Kartoffellegemaschinen und Zuckerrübenerntemaschinen aufgenommen.
In Salzkotten entwickelte und produzierte das Unternehmen mit 110 Mitarbeitern Maschinen für das Ernten, Reinigen und Verladen von Zuckerrüben. Zur Unternehmensgruppe gehören Tochtergesellschaften in Russland, Belarus und der Ukraine.
Seit dem 24. Juli 2012 befand sich das Unternehmen  FRANZ KLEINE Vertriebs & Engineering GmbH in einem vorläufigen Insolvenzverfahren. Am 12. November 2012 gab der Landmaschinenhersteller Grimme bekannt, dass er die Franz Kleine GmbH zum 15. November 2012 übernimmt. Die Firma wurde in Salzkottener Maschinenbau GmbH umbenannt, die Marke Kleine blieb jedoch vorerst erhalten. Zum 31. Dezember 2016 wurde der Standort jedoch geschlossen.

## Vertrieb
Das Unternehmen war international tätig und hatte in West- und Osteuropa ein Vertriebs- und Servicenetz aufgebaut. Die Hauptabsatzgebiete lagen in den ehemaligen Staaten der GUS, insbesondere in Russland und Belarus.